# الزبيدة (الملاجم)

تعديل مصدري - تعديل

الزبيدة هي إحدى قرى عزلة ذى خير بمديرية الملاجم التابعة لمحافظة البيضاء، بلغ تعداد سكانها 84 نسمة حسب تعداد اليمن لعام 2004.